# Volterra
Volterra là một thị trấn ở Toscana, Ý.

## Lịch sử
Voltera là một trung tâm văn hoá lớn thời La Mã, rất phát triển về kinh tế và tôn giáo. Từ thế kỉ XII trở đi, cùng với sự mất ảnh hưởng của giáo hội, Volterra dần suy tàn và bị sáp nhập vào Florence. Khi Cộng hoà xứ Florence sụp đổ năm 1530, Volterra lại thành dưới quyền cai trị của dòng họ Medici và sau này trở thành một phần của địa phận Tuscany.

## Biểu tượng

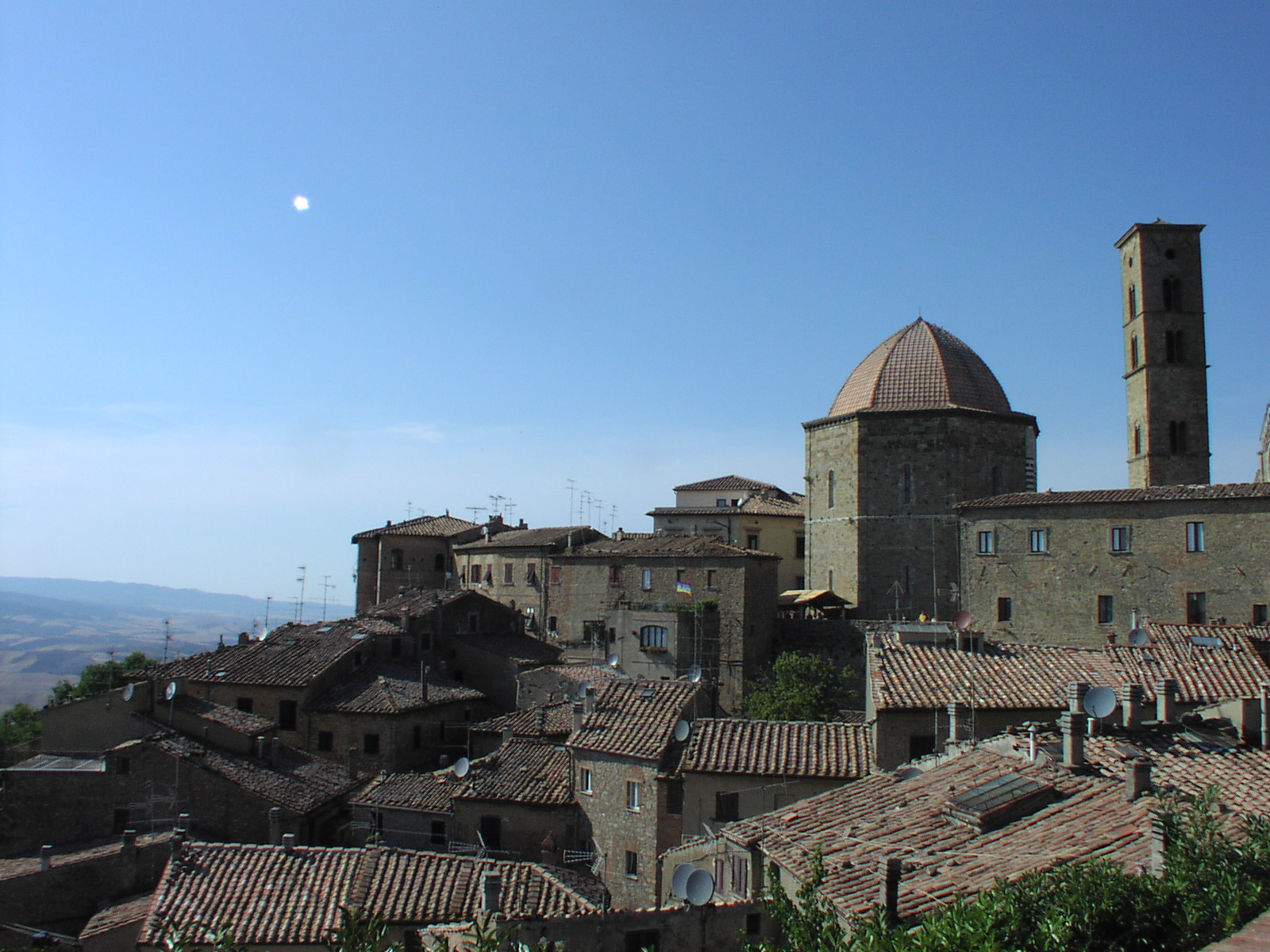
Một góc Volterra.

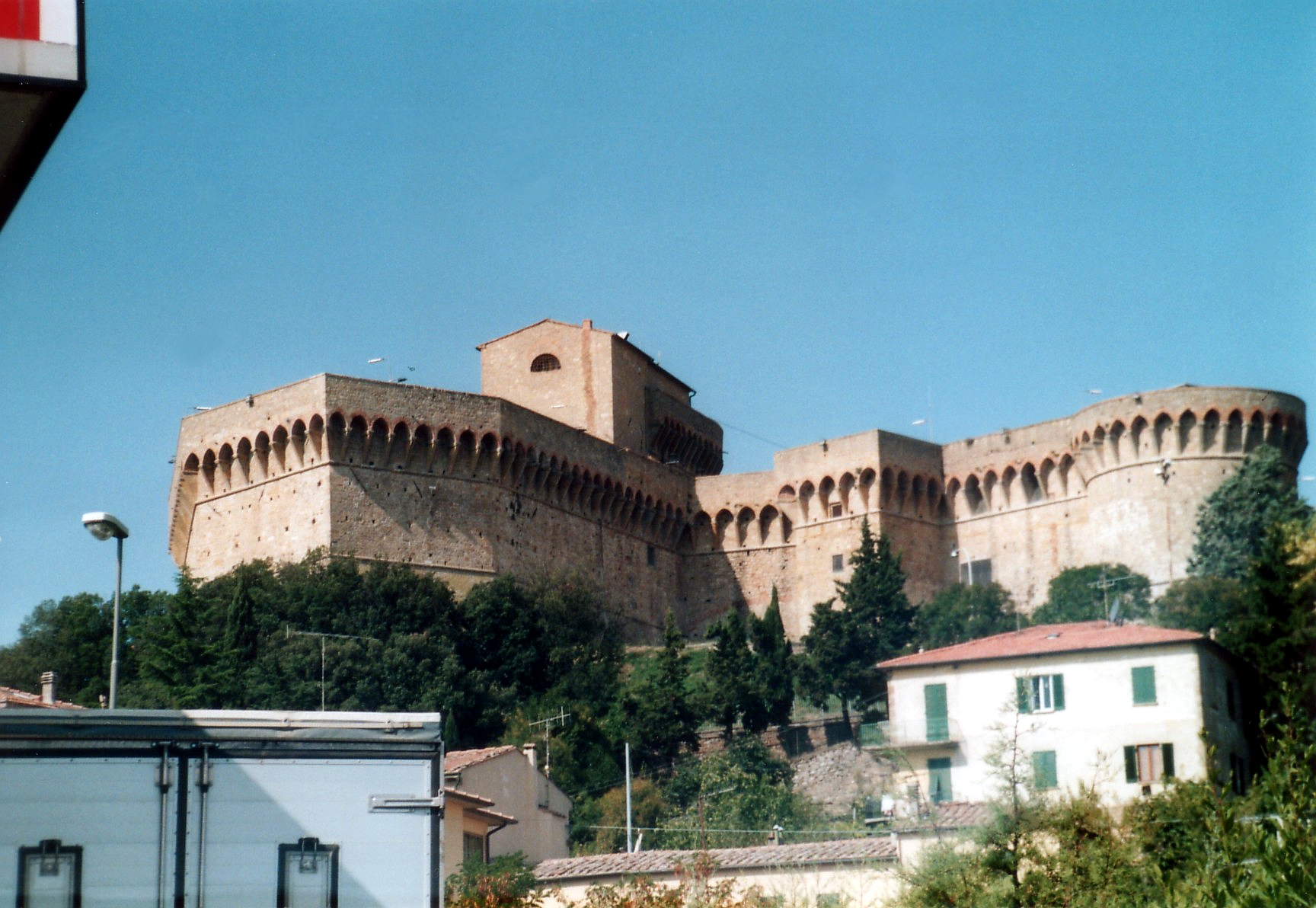
Pháo đài Medicean.

- Nhà hát Roman (thế kỉ I trước CN), phát hiện năm 1950.
- Piazza dei Priori, một trong những quảng trường đẹp nhất nước Ý.
- Thánh đường Santa Maria Assunta.
- Pháo đài Medicean (Maschio), giờ là nhà ngục.
- Bảo tàng Guarnacci Etruscan, bảo tàng văn hoá Hy Lạp cổ.

## Volterra trong văn chương
- Volterra là một địa điểm nổi bật trong series Chạng vạng của Stephenie Meyer. Trong tiểu thuyết, Volterra là nơi cư trú của nhà Volturi, hoàng tộc ma cà rồng. Họ sống dưới lòng thành phố và dùng một dinh thự cổ kính đẹp đẽ để nhử du khách đến nạp mạng. Đoàn làm phim Trăng non sẽ đến quay tại Volterra trong hai tuần vào tháng 5 năm 2009.[1]
- Xuất hiện thoáng qua trong tiểu thuyết kinh dị Hannibal của tác giả Thomas Harris.
- Volterra cũng được nhắc đến trong bộ truyện lịch sử Chúa tể Ramage của Dudley Pope.

## Kết nghĩa
- Mende, Pháp
- Wunsiedel, Đức

## Hình ảnh

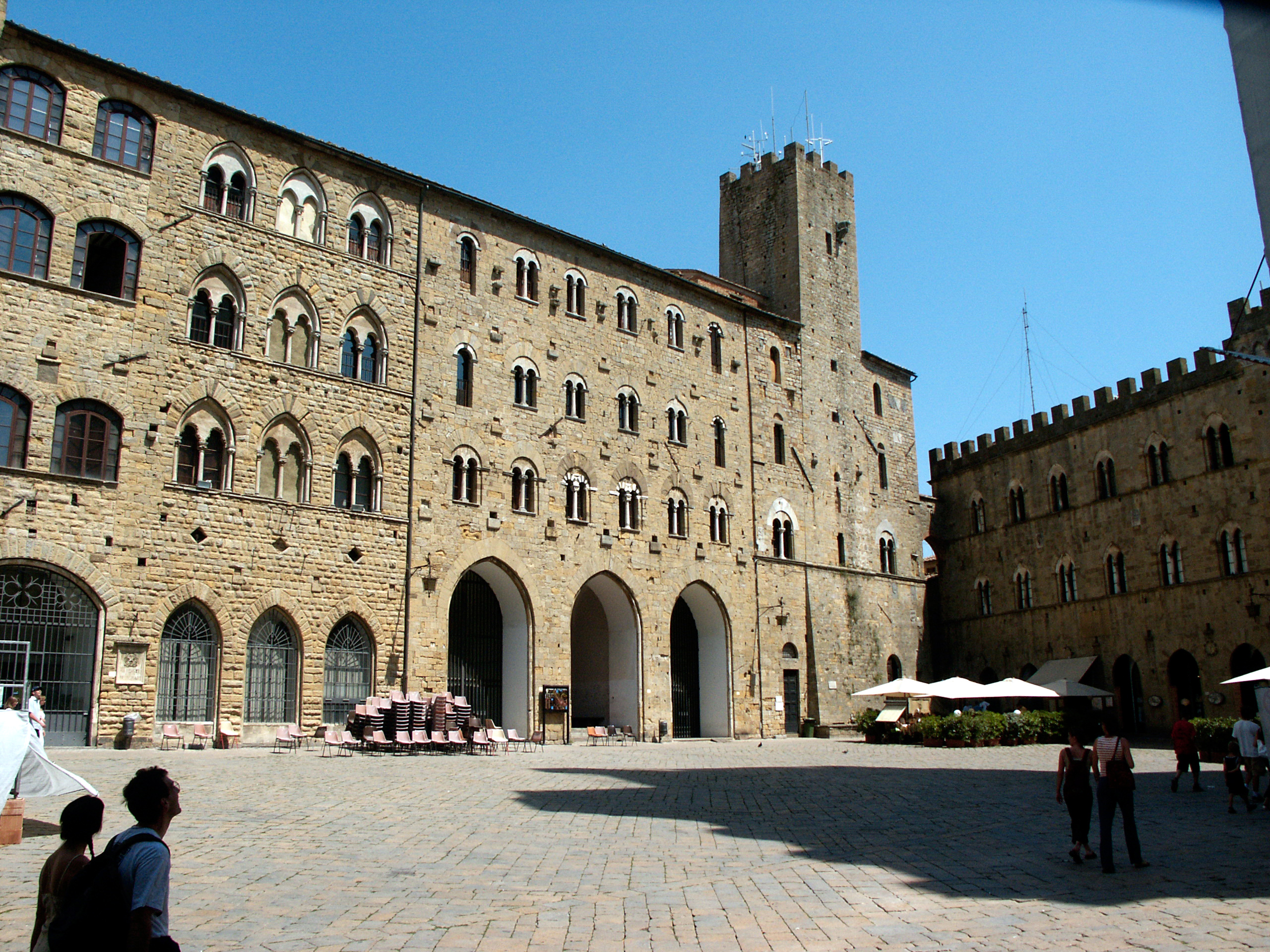
Tháp "Palazzo dei Priori"
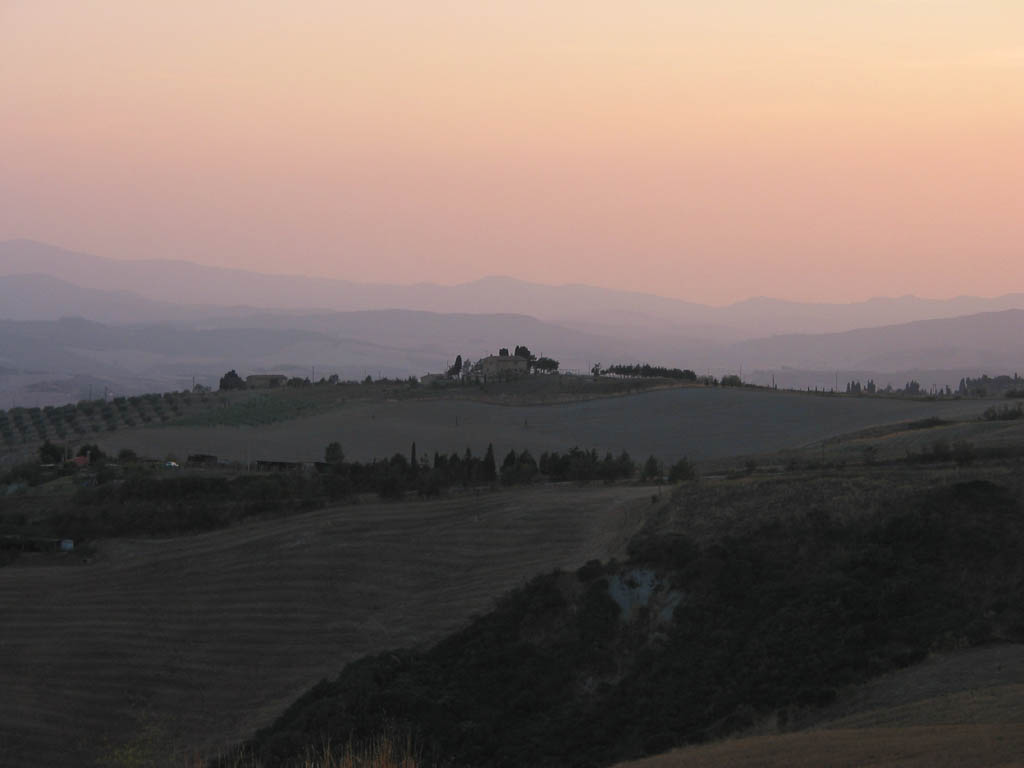
Đồng bằng cạnh Voltera
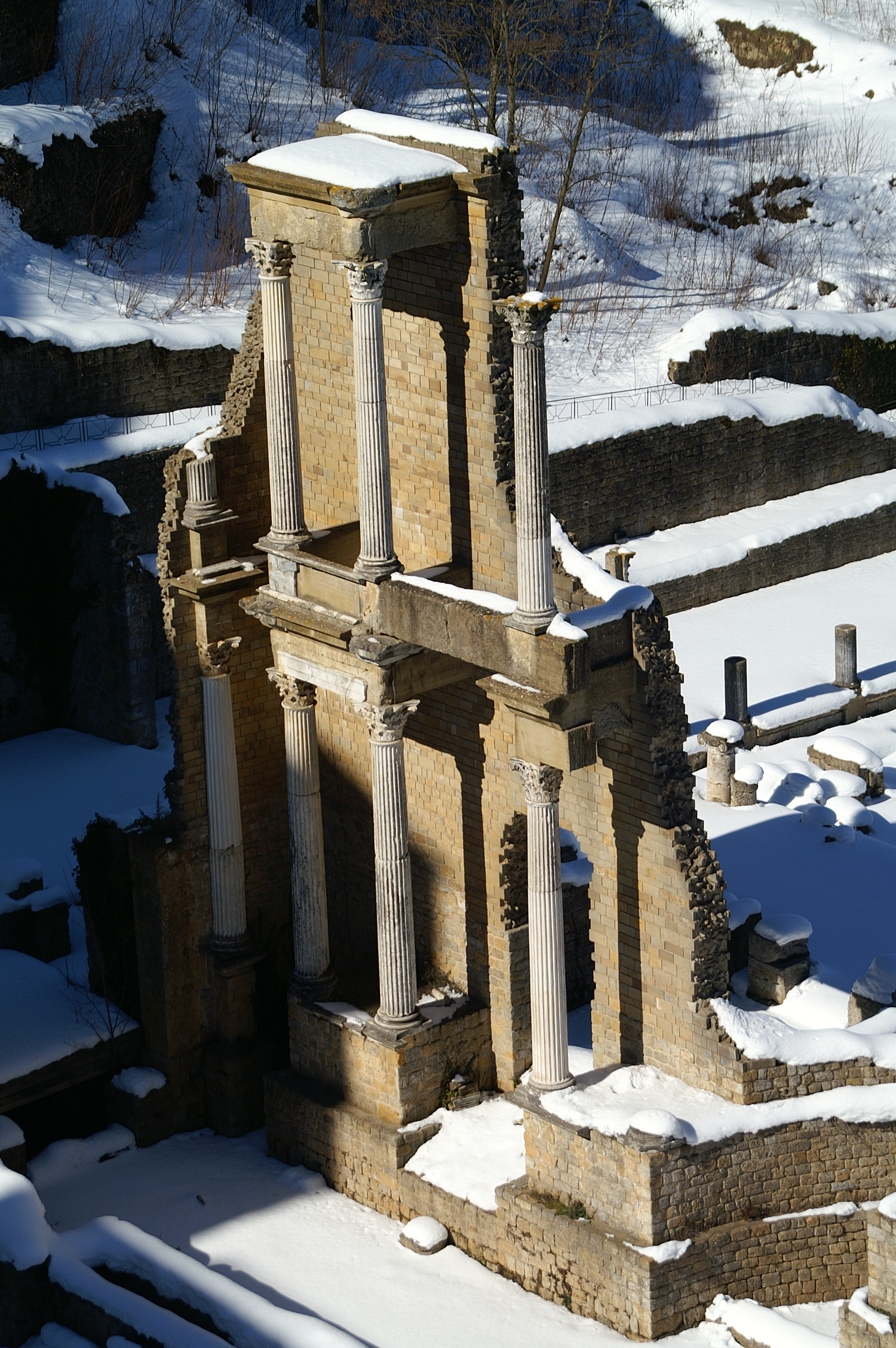
Nhà hát Roman